# 兵庫縣第7區
兵庫縣第7區（日语：兵庫県第7区）是日本眾議院的一個小選區，1994年創立，1名众议院议员在该选区选出。选区范围包括西宮市（除山口、盐濑）、芦屋市。根据2018年9月统计数据，该选区共有选民440,996人。

## 小選舉区選出議員
| 選舉名                 | 年     | 当選者     | 党派       | 選區範圍       |
| ---------------------- | ------ | ---------- | ---------- | -------------- |
| 第41屆眾議院議員總選舉 | 1996年 | 土井多賀子 | 社会民主党 | 西宮市、芦屋市 |
| 第42屆眾議院議員總選舉 | 2000年 | 土井多賀子 | 社会民主党 | 西宮市、芦屋市 |
| 第43屆眾議院議員總選舉 | 2003年 | 大前繁雄   | 自由民主党 | 西宮市、芦屋市 |
| 第44屆眾議院議員總選舉 | 2005年 | 大前繁雄   | 自由民主党 | 西宮市、芦屋市 |
| 第45屆眾議院議員總選舉 | 2009年 | 石井登志郎 | 民主党     | 西宮市、芦屋市 |
| 第46屆眾議院議員總選舉 | 2012年 | 山田賢司   | 自由民主党 | 西宮市、芦屋市 |
| 第47屆眾議院議員總選舉 | 2014年 | 山田賢司   | 自由民主党 | 西宮市、芦屋市 |
| 第48屆眾議院議員總選舉 | 2017年 | 山田賢司   | 自由民主党 | 西宮市、芦屋市 |
| 第49屆眾議院議員總選舉 | 2021年 | 山田賢司   | 自由民主党 | 西宮市、芦屋市 |
| 第50屆眾議院議員總選舉 | 2024年 |            |            |                |

## 相關項目
- 兵庫縣選舉區